# LY Corporation
LY Corporation (LINEヤフー株式会社?) es una empresa japonesa de Internet fundada en 2023 mediante la fusión de Z Holdings, un holding de Internet de SoftBank Group, y cuatro subsidiarias, incluidas Line Corporation y Yahoo! Japan.

## Historia
En marzo de 2021, Z Holdings, propietaria de Yahoo! Yahoo! Japan y Line Corporation fusionaron sus negocios. Las empresas pretendían reducir costos unificando servicios superpuestos, como el pago con códigos QR, y aumentar el tráfico entre los aproximadamente 200 servicios que ofrecen, centrándose en los tres negocios de búsqueda, aplicaciones de mensajería y publicidad. También anunciaron planes para vincular las identificaciones de las dos empresas dentro del grupo para fines del año fiscal 2022.
Sin embargo, poco después de la fusión se reveló que se podía acceder a la información personal de Line desde China sin una explicación adecuada a los usuarios. El trabajo real de vinculación de identidades se retrasó cuando el grupo revisó su sistema de gestión de datos y las perspectivas se volvieron inciertas.
En el cuarto trimestre del año fiscal 2022, los resultados consolidados de ZHD mostraron que su principal negocio de publicidad experimentó una disminución de los ingresos del 1,2 % con respecto al año anterior. El comercio electrónico nacional, que ZHD aspiraba a convertirse en líder nacional en términos de ventas, también experimentó un crecimiento lento hasta el 0,9%. Como resultado, los resultados de ZHD fueron lentos y el presidente de ZHD, Kentaro Kawabe, dijo: "Los servicios de ZHD están perdiendo su ventaja competitiva frente a sus rivales y tenemos una fuerte sensación de crisis".
En agosto de 2022, ZHD anunció planes para vincular las identificaciones de usuario de Line, Yahoo! Japan y PayPay en 2023 o después para fortalecer el tráfico mutuo.
En febrero de 2023, ZHD anunció planes para fusionar las tres empresas, ZHD, Yahoo! Japan y Line Corporation, bajo su paraguas para fines del año fiscal 2023. Incluso después de la integración empresarial, ZHD y Line Corporation continuaron existiendo como empresas y servicios separados, pero el presidente de ZHD, Kentaro Kawabe, dijo: "Funcionó durante el período de transición, pero para promover una mayor integración, unificaremos y aceleraremos la toma de decisiones". ". El 28 de abril se anunció que la nueva empresa se llamaría Line Yahoo (LY Corporation en inglés). El director general de la nueva empresa será Takeshi Idezawa, director general de ZHD, quien afirmó: "El entorno empresarial sigue siendo complicado, pero fundamentalmente racionalizaremos nuestro negocio a través de la fusión".
En julio de 2023, ZHD anunció que fusionaría los negocios financieros nacionales de Line Corporation y ZHD. Los dos negocios, Line Securities y Line Credit, que maneja préstamos personales, se consolidaron en Z Financial, un holding intermediario financiero del grupo propietario de PayPay Bank y PayPay Securities.
En marzo de 2023, Yahoo!, Line y PayPay lanzaron un servicio de millas conjunto llamado LYP Mileage. Cuando compre artículos en tiendas participantes y gane millas, recibirá puntos PayPay a una determinada tasa de canje. Yahoo! El presidente Takashi Ozawa dijo: "Este es un plan largamente acariciado que finalmente ha llegado a buen término".
El 1 de octubre de 2023, ZHD, sus filiales Line Corporation, Yahoo! Japan, Z Entertainment y Z Data se fusionaron para formar LY Corporation.